# درخت تخم‌مرغ نیمرو
درخت تخم مرغ نیمرو (نام علمی: Oncoba spinosa) نام یک گونه از تیره بیدیان است.